# Goniothalamus roseus
Goniothalamus roseus este o specie de plante din genul Goniothalamus, familia Annonaceae, descrisă de Otto Stapf. Conform Catalogue of Life specia Goniothalamus roseus nu are subspecii cunoscute.